# Schlacht bei Wavre
Frühjahrsfeldzug 1813
Lüneburg – Möckern – Halle – Großgörschen – Gersdorf – Bautzen – Reichenbach – Nettelnburg – Haynau – Halberstadt – Luckau
Herbstfeldzug 1813

Großbeeren – Katzbach – Dresden – Hagelberg – Kulm – Dennewitz – Göhrde – Altenburg – Wittenberg – Wartenburg – Liebertwolkwitz – Leipzig – Torgau – Hanau – Hochheim – Danzig
Winterfeldzug 1814

Épinal – Colombey – Brienne – La Rothière – Champaubert – Montmirail – Château-Thierry – Vauchamps – Mormant – Montereau – Bar-sur-Aube – Soissons – Craonne – Laon – Reims – Arcis-sur-Aube – Fère-Champenoise – Saint-Dizier – Claye –  Paris
Sommerfeldzug von 1815

Quatre-Bras – Ligny – Waterloo – Wavre – Paris
Die Schlacht bei Wavre war eine der letzten Schlachten der Napoleonischen Kriege. Sie ereignete sich vom 18. Juni bis zum 19. Juni 1815 zwischen der von Johann Adolf von Thielmann kommandierten Nachhut der preußischen Armee vom Niederrhein und einer französischen Streitmacht unter Emmanuel de Grouchy. Ihre Bedeutung erhielt die Schlacht von Wavre dadurch, dass die preußischen Truppen letztlich über 30 000 französische Soldaten von der Schlacht von Waterloo fernhielten und damit zur Niederlage Napoleons beitrugen.

## Die gegnerischen Truppenverbände
Aufgeführt sind die befehlshabenden Offizieren und die unterstellten Mannschaftstärken.

### Die französischen Verbände
Dem Oberbefehl des Marschalls Emmanuel de Grouchy unterstanden insgesamt ca. 34 000 Mann der nachfolgende Truppen:
- III. französische Armee-Korps Vandamme (13 500)

- 8. Infanterie-Division Lefol (5 500)
- 10. Infanterie-Division Habert (4 100)
- 11. Infanterie-Division Berthezène (3 900)

- IV. Armee-Korps Gérard (13 400)

- 12. Infanterie-Division Pécheux (4 000)
- 13. Infanterie-Division Vichery (4 100)
- 14. Infanterie-Division Hulot (4 000)
- 6. Kavallerie-Division Vallin (1 300)

- 21. Infanterie-Division Teste (3 200); aus dem VI.Korps herausgelöst und als Allgemeine Reserve beigegeben
- 2. Kavallerie-Korps Exelmans (2 550)

- 9. Kavallerie-Division Strolz (1 550)
- 10. Kavallerie-Division Chastel (1 000)

- 1. Kavallerie-Korps Pajol (1 200); zur Eigeninitiative freigestellt

- 4. Kavallerie-Division Soult (1 200)

### Die preußischen Truppen
- III. Korps der Armee vom Niederrhein Generalleutnant von Thielmann; ursprünglich ca. 27 000 Mann, nach der Schlacht von Ligny möglicherweise nur noch 24 000 Mann

- 9. Infanterie-Brigade Generalmajor v. Borcke (ca. 7 000); 5 000 Mann der Brigade waren fälschlicherweise dem I. und II. Korps gefolgt und nahmen erst am 19. Juni an der Schlacht teil
- 10. Infanterie-Brigade Generalmajor v. Krauseneck (ca. 3 900)
- 11. Infanterie-Brigade Oberst v. Luck (4 000)
- 12. Infanterie-Brigade Oberst v. Stülpnagel (5 900)
  - 30. Infanterie-Regiment
  - 31. Infanterie-Regiment

- Kavallerie-Korps Generalmajor v. Hobe (2 850)

- 1. Brigade Oberst v.d. Marwitz (800)
- 2. Brigade Oberst v. Lottum (1 050)

- Artillerie des III. Korps Oberst v. Monhaupt

Obgleich den Korps jeweils vier sogenannte Infanterie-Brigaden unterstellt waren, entsprachen diese vielmehr französischen Divisionen.
Da es in der Schlacht von Ligny nicht den Hauptangriff der französischen Offensive aushalten musste, hatte das III. preußische Korps weniger Verluste als die anderen beiden preußischen Korps erlitten; seine Einsatzstärke war vermutlich nur um 3.000 Mann gesunken.

## Nach der Schlacht von Ligny
Nachdem die preußischen Truppen in der Schlacht von Ligny geschlagen worden waren, mussten sie sich teilweise ungeordnet zurückziehen. Dabei wurde Grouchy von Napoléon mit der Verfolgung der abziehenden preußischen Verbände beauftragt. Die zögerliche Verfolgung durch die französischen Truppen ermöglichte es der preußischen Armee, sich wieder zu sammeln und auf den Befehl von Blücher Richtung Waterloo abmarschieren zu können. Während das I. Korps unter von Zieten und das II. Korps unter von Pirch von Wavre nach Waterloo aufbrachen, marschierte das IV. Korps unter General von Bülow vor diesen beiden Korps. Das III. Korps unter Generalleutnant von Thielmann bildete aufgefächert zwischen Wavre (23 Bataillone), Bierges (9 Bataillone) und Limal eine Riegelstellung, welche die französische Verfolgung vereiteln sollte.
Am 17. Juni marschierte die Masse der französischen Truppen unter Grouchy ca. 15 Kilometer. Die weitere Verfolgung wurde am 18. Juni gegen 10.00 Uhr aufgenommen. Ab 11.30 Uhr setzte der Kanonendonner der Schlacht von Waterloo ein. Obwohl Gérard Grouchy bedrängte, dort hinzueilen, hielt dieser sich an seine Befehle und setzte den Marsch auf Wavre fort.

## Die Schlacht

### Der Beginn der Schlacht am 18. Juni
Kurz nachdem die französische Streitmacht in Kontakt mit preußischen Verbänden gekommen war, erreichte das III. französische Korps unter Vandamme Wavre; gefolgt vom II. Kavallerie-Korps unter Exelmans. Der Befehlshaber des III. französischen Korps befahl im Folgenden mehrere Angriffe auf die Stadt Wavre, die von leichter preußischer Infanterie besetzt war. Alle Angriffe über die steinerne Brücke auf die preußischen Stellungen wurden abgewehrt. Auch zusätzliche Angriffe auf die preußischen Stellungen bei Bas-Wavre durch und bei Bierges scheiterten.

### Das weitere Handeln von Grouchy
Mittlerweile erreichte Grouchy ein Befehl Napoleons, unverzüglich abzumarschieren und in die Kampfhandlungen der Schlacht von Waterloo einzugreifen. Tatsächlich befahl Grouchy auch einigen Verbänden des IV. Korps abzumarschieren und diesen Befehl auszuführen.
Dennoch griff Vandamme vor Wavre weiterhin an, insgesamt wurden über ein Dutzend Sturmangriffe der französischen Infanterie über die Brücke von Wavre gezählt. Diese Kämpfe dauerten über den Einbruch der Dunkelheit hinaus bis ca. 23.00 Uhr an.

### Die Gefechte um Limal
Gegen 18 Uhr erreichte das I. französische Kavallerie-Korps Limal, das lediglich von einem preußischen Infanterie-Regiment und wenig Kavallerie verteidigt wurde. Der Angriff der französischen Kavallerie warf die Preußen aus Limal, über dessen Brücke weitere französische Truppen (darunter auch die Reserve-Division unter Teste) nachrückten. Aber auch preußische Truppen wurden als Verstärkung Richtung Limal abgesandt, insgesamt versuchte von Thielmann eine zusammenhängende Abwehrfront zu bilden. Auch ein erster preußischer Gegenangriff, der nach Einbruch der Dunkelheit eingeleitet wurde, wurde abgefangen. Im Gegenzug dehnten die französischen Truppen ihr Einflussgebiet bis hinter Limal aus. Dies hatte zur Folge, dass das III. preußische Korps von der Anglo-Alliierten Armee und der Preußischen Armee getrennt wurde.

### Die Fortsetzung der Schlacht am 19. Juni
Nachdem die preußischen Truppen in der Nacht auf den 19. Juni weitere Verstärkungen (darunter auch die restlichen Truppen) erhalten hatten, begannen diese vor der Morgendämmerung einen Überraschungsangriff auf die Franzosen. Diese befanden sich in der Übermacht und begannen auf Befehl Marschall Grouchys mit Artillerieunterstützung einen Gegenangriff. Diesem Angriff folgten weitere Angriffe, welche letztlich dazu führten, dass die Preußen das Schlachtfeld räumen mussten. Im Anschluss an das Gefecht erfuhr Grouchy von der Niederlage seines Kaisers in der Schlacht von Waterloo, worauf er den Befehl zum Rückzug der Truppen nach Frankreich gab.

## Verluste und Bedeutung
Die Schlacht endete mit einem französischen Sieg, da die preußischen Truppen vom Schlachtfeld vertrieben wurden. Durch die Kampfhandlungen bei Wavre wurde allerdings das Eingreifen der französischen Verbände in der Schlacht bei Waterloo verhindert, was Napoleon vor der Niederlage hätte bewahren können. Die Kämpfe am 18. und 19. Juni hatten unter den preußischen Truppen 3200 Mann das Leben gekostet, die Franzosen verloren 2200 Soldaten.